# Karin Danzer
Karin M. Danzer (geb. am 26. November 1978 in Biberach an der Riß) ist eine deutsche Neurowissenschaftlerin. Sie ist W3-Professorin am Deutschen Zentrum für Neurodegenerative Erkrankungen e.V. (DZNE) am Standort Ulm und leitet die Arbeitsgruppe Mechanismen der Propagation.

## Beruflicher Werdegang
Karin Danzer studierte von 1998 bis 2003 Biologie an der Universität Ulm und der Julius-Maximilians-Universität Würzburg. Sie promovierte an der Universität Ulm zum Thema „Die Beteiligung verschiedener alpha-Synuklein Oligomere in der Entstehung der Parkinson Krankheit“ und beendete ihre Promotion 2007 mit der Note summa cum laude. Danach arbeitete sie kurzzeitig als wissenschaftliche Mitarbeiterin bei Boehringer-Ingelheim Pharma GmbH und Co.KG in der Abteilung zentrales Nervensystem. 2008 trat sie eine Stelle als Research Fellow am Massachusetts General Hospital und der Harvard Medical School in den USA an. Sie kam 2011 an die Universität Ulm als Juniorprofessorin zurück und wurde nach positiver Endevaluation zur außerplanmäßigen Professorin ernannt.
Seit 2016 ist sie Leiterin einer Emmy-Noether Nachwuchsgruppe zum Thema „Initiation und Propagation von alpha-Synuclein-Oligomeren - Relevanz für die Parkinson-Erkrankung“ und seit 2021 W3-Professorin am DZNE Standort Ulm und Leiterin der Arbeitsgruppe Mechanismen der Propagation.

## Wissenschaftlicher Fokus
Karin Danzer beschäftigt sich mit der Pathogenese neurodegenerativer Erkrankungen. Ihr Fokus liegt auf der Amyotrophen Lateralsklerose (ALS) und der Parkinson-Erkrankung, sowie auf den assoziierten, aggregierenden Proteinen α-Synuclein und TDP43.
Ziel ihrer Forschung ist ein tieferes Verständnis der Pathomechanismen neurodegenerativer Erkrankungen. Vor allem soll geklärt werden, warum manche Zellpopulationen vulnerabler sind als andere und welche Faktoren hierfür verantwortlich/beteiligt sind. Um ihre Forschungsfragen zu beantworten, untersucht sie definierte Zellverbände und einzelne Zellen mit verschiedenen molekularbiologischen Methoden. Im Fokus der Untersuchungen stehen inflammatorische Prozesse, Proteinaggregation-Mechanismen und Genexpression-Regulationsprozesse. Diese Prozesse stehen im Verdacht, bei neurodegenerativen Erkrankungen an der Pathogenese beteiligt zu sein.
Die Erkenntnisse von Karin Danzers Forschung ermöglichen ein differenziertes Verständnis der Pathogenese neurodegenerativer Erkrankungen. Das tiefere Verständnis dieser Prozesse kann die klinische Diagnostik verbessern und die Entwicklung von therapeutischen Interventionen bei der Amytrophen Lateralsklerose, der Parkinson-Erkrankung und anderen neurodegenerativen Erkrankungen beschleunigen.

## Veröffentlichungen (Auswahl)
- L. Streit, T. Kuhn, T. Vomhof, V. Bopp, A. C. Ludolph, J. H. Weishaupt, J. C. M. Gebhardt, J. Michaelis, K. M. Danzer, 2022. Stress induced TDP-43 mobility loss independent of stress granules. Nat. Commun. 13. doi:10.1038/s41467-022-32939-0 PMID 36123343
- E. Buck, P. Oeckl, V. Grozdanov, V. Bopp, J. K. Kühlwein, W. P. Ruf, D. Wiesner, F. Roselli, J. H. Weishaupt, A. C. Ludolph, M. Otto, K. M. Danzer, 2022. Increased NF-L levels in the TDP-43G298S ALS mouse model resemble NF-L levels in ALS patients. Acta Neuropathol. 144, 161–164. doi:10.1007/s00401-022-02436-1 PMID 35585288
- V. Grozdanov, L. Bousset, M. Hoffmeister, C. Bliederhaeuser, C. Meier, K. Madiona, L. Pieri, M. Kiechle, P. J. McLean, J. Kassubek, C. Behrends, A. C. Ludolph, J. H. Weishaupt, R. Melki, K. M. Danzer, 2019. Increased Immune Activation by Pathologic α-Synuclein in Parkinson’s Disease. Ann. Neurol. 86, 593–606. doi:10.1002/ana.25557 PMID 31343083
- M. Kiechle, B. von Einem, L. Höfs, P. Voehringer, V. Grozdanov, D. Markx, R. Parlato, D. Wiesner, B. Mayer, O. Sakk, B. Baumann, S. Lukassen, B. Liss, A. B. Ekici, A. C. Ludolph, P. Walther, B. Ferger, P. J. McLean, B. H. Falkenburger, J. H. Weishaupt, K. M. Danzer, 2019. In Vivo Protein Complementation Demonstrates Presynaptic α-Synuclein Oligomerization and Age-Dependent Accumulation of 8–16-mer Oligomer Species. Cell Rep. 29, 2862-2874.e9. doi:10.1016/j.celrep.2019.10.089 PMID 31775051
- J. Eschbach, B. von Einem, K. Müller, H. Bayer, A. Scheffold, B. E. Morrison, K. L. Rudolph, D. R. Thal, A. Witting, M. Otto, M. Fauler, B. Liss, P. J. Mclean, A. R. La, A. C. Ludolph, J. H. Weishaupt, K. M. Danzer, 2015. Mutual exacerbation of PGC-1α deregulation and α-synuclein oligomerization. Ann. Neurol. 77, 15–32. doi:10.1002/ana.24294 PMID 25363075
- V. Grozdanov, C. Bliederhaeuser, W. P. Ruf, V. Roth, K. Fundel-Clemens, L. Zondler, D. Brenner, A. Martin-Villalba, B. Hengerer, J. Kassubek, A. C. Ludolph, J. H. Weishaupt, K. M. Danzer, 2014. Inflammatory dysregulation of blood monocytes in Parkinson’s disease patients. Acta Neuropathol. 128, 651–663. doi:10.1007/s00401-014-1345-4 PMID 25284487
- K. M. Danzer, L. R. Kranich, W. P. Ruf, O. Cagsal-Getkin, A. R. Winslow, L. Zhu, C. R. Vanderburg, P. J. McLean, 2012. Exosomal cell-to-cell transmission of alpha synuclein oligomers. Mol. Neurodegener. 7, 1–18. doi:10.1186/1750-1326-7-42 PMID 22920859
- K. M. Danzer, D. Haasen, A. R. Karow, S. Moussaud, M. Habeck, A. Giese, H. Kretzschmar, B. Hengerer, M. Kostka, 2007. Different species of α-synuclein oligomers induce calcium influx and seeding. J. Neurosci. 27, 9220–9232. doi:10.1523/JNEUROSCI.2617-07.2007 PMID 17715357